# Okręg Strasburg
Okręg Strasburg (fr. Arrondissement de Strasbourg) – okręg we wschodniej Francji. Populacja wynosi 500 tysięcy. Okręg został utworzony 1 stycznia 2015 roku w drodze połączenia dwóch mniejszych okręgów: Strasbourg-Ville oraz Strasbourg-Campagne.

## Podział administracyjny
W skład okręgu wchodzą następujące kantony:
- Brumath,
- Hœnheim,
- Illkirch-Graffenstaden,
- Lingolsheim,
- Schiltigheim,
- Strasbourg-1,
- Strasbourg-2,
- Strasbourg-3,
- Strasbourg-4,
- Strasbourg-5,
- Strasbourg-6.